# Форум.мск
«Форум.мск» (forum-msk.org; прежде Форум.мск.ру, forum.msk.ru) — общественно-политический интернет-портал «левой направленности», «левой российской оппозиции». Издание «Би-би-си» характеризовало его как «коммунистический».
Действует с 1998 года.

## Описание
Главред — А. Ю. Баранов (он же владелец), ныне один из лидеров Объединенной Коммунистической партии. Редсовет возглавляет Михаил Геннадьевич Делягин.
«Порталом объединяющейся левой оппозиции» называл в 2007 г. сайт Форум.мск д-р полит. наук, проф. каф. политологии и политического управления РАГС при Президенте РФ М. Г. Анохин с соавт.
На портале «Национальный акцент» (nazaccent.ru) в 2012 г. Форум.мск называли в одному ряду с Грани.ру и Каспаров.ру как таковые, что «подают информацию в общепринятом журналистском стиле, оперативно и регулярно».
По характеристике Александра Бузгалина и соавт., Форум.мск — «одна из наиболее известных информационных площадок левых». Они же отмечали, что этот ресурс «объединяет тексты и материалы широкого спектра левых течений — от умеренных сталинистов до троцкистов и социал-демократов».
Как отмечалось, сайт дает трибуну несистемным левым.

## Деятельность
Первоначально сайт как «институт гражданского общества» создал Александр Гагин, получив грант у фонда Сороса, к чему было причастно агентство «Нетскейт». Один из функционеров этого агентства Демьян Кудрявцев в 2011 году описывал работу с сайтом так: «У нас был проект, например, forum.msk.ru. Он предвосхищал ЖЖ, до создания которого было ещё 4 года, с точностью до цвета навигации. <...> И если в «Вечернем Интернете» один автор и все его комментировали, на forum.msk.ru мы разрешали заводить аккаунты. Там появились и Холмогоров, и Крылов, и все будущие знаменитые правые и левые полемисты. Но нас абсолютно не интересовало это как сервис, нас интересовало это как контент, а контент — как привлечение внимания к провайдингу. Это как если бы люди изобрели книгопечатание для продажи станков по распилу деревьев».
В 2002 году Гагин продал Форум.мск Анатолию Баранову (его нынешнему главреду). Уже в то время своего существования сайт называли «весьма популярным местом, где кипят политические дискуссии».
(Как вспоминал Гагин: «В 1998, когда кризис обострил потребность в информации и обсуждениях, мы сделали проект Форум.мск, где публиковались после корректуры статьи всех желающих. Он был довольно популярен и был в лидерах рубрики „Политика“ в рамблеровском рейтинге».)
В 2005 году ресурс объявил о смене концепции и стал называться «Открытая электронная газета».
В 2007 году forum.msk.ru отключали по постановлению Центризбиркома России (сайт возобновил деятельность, сменив хостинг).
Как комментировал это впоследствии главред издания А. Баранов: «С декабря 2007 года Форум.мск полностью уехал из России по причине „наезда“ со стороны МВД».
Как главред Форум.мск Баранов номинировался на «Редактора года» РОТОР 2008. В декабре 2011 года в Москве на уличных акциях, связанных с недавними выборами депутатов в Госдуму, главред Форум.мск А. Баранов был избит и задержан полицией.
В марте 2013 года портал отсутствовал в сети менее суток, будучи закрыт провайдером в Германии, где находился: поводом послужила формальная претензия к одной из статей А. Майсуряна (за цитирование А. Гитлера — в отрицательном ключе во в целом антифашистской статье:389. «Форум.мск» отказался снять статью и сменил физическое местопребывание своего сервера — перенеся его в Финляндию. В защиту ресурса тогда выступили Московский городской комитет КПРФ (первый секретарь В. И. Лакеев) и Социалистическое движение Казахстана.
В марте 2021 года в Москве представителями властей задерживалась журналистка издания Елена Сидоренкова. Ресурс неоднократно подвергался атакам хакеров.
Среди авторов сайта — Михаил Делягин, Андрей Пионтковский, Александр Лебедь, Каха Бендукидзе, Сергей Пархоменко, Андреас Умланд, Юрий Мухин, Дмитрий Черный, Александр Майсурян, Е. Б. Александрова-Зорина, Максим Калашников.
Материалы сайта републиковали kasparov.ru, Портал-Credo.ru.